# Гэчжоуба
Гэчжоуская плотина на Янцзы по контролю за водой (кит. упр. 长江葛洲坝水利枢纽工程, пиньинь chángjiāng gězhōubà shuǐlì shūniǔ gōngchéng),  или  Гэчжоуба, находится в западной части городского округа Ичан провинции Хубэй. Плотина находится в нескольких километрах вверх по течению от центра Ичан, ниже по течению от впадения реки Хуанбо в Янцзы. 
Строительство началось 30 декабря 1970 года и закончилось 10 декабря 1988 года. Плотина имеет общую установленную электрическую мощность 2715 МВт.
После прохождения ущелья Наньцзинь река Янцзы замедляется и расширяется от 300 метров до примерно 2200 метров у плотины. Два небольших острова - Гэчжоуба  и Сиба - разделяют реку на три канала. 
Объект имеет генерирующие мощности 2,71 ГВт, а также три корабельных шлюза, две электростанции, которые генерируют 14,1 млрд  кВт⋅ч электроэнергии в год, 27 ворот водосброса, и противопротечными укреплениями на обоих берегах плотины. 
Плотина имеет размер 2595 метров в длину с максимальной высотой 47 метров. Резервуар имеет общий объем 1,58 кубических километров.
Судоходный шлюз № 2 на третьем канале вошёл, когда был построен, в число 100 крупнейших в мире. Размер шлюзовой камеры составляет 280 метров в длину и 34 метров в ширину, с осадкой не менее 5 метров в глубину. Он обеспечивает проход для судов водоизмещением 10 000 тонн.

## Экономическое значение

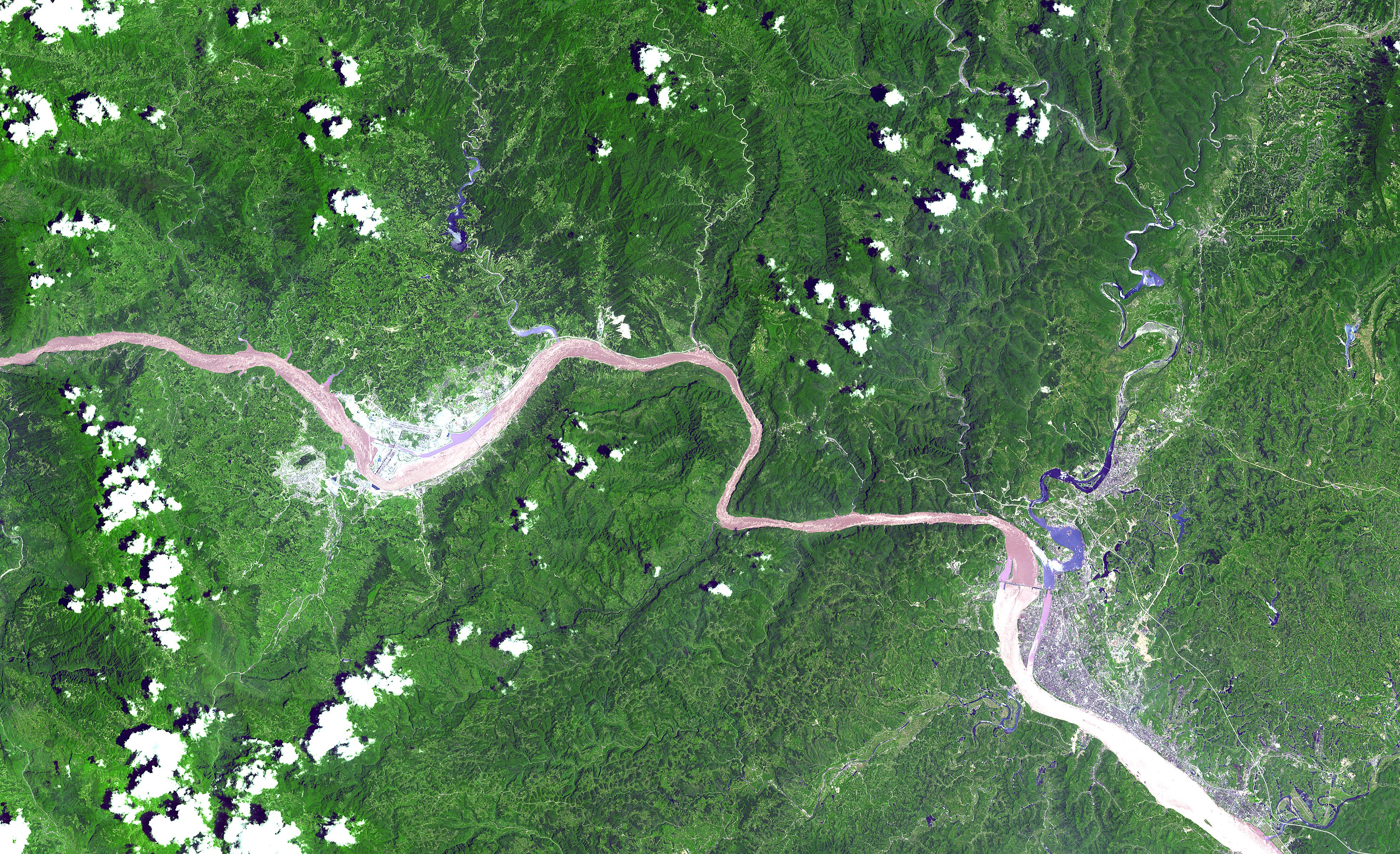
Плотина «Гэчжоуба» (справа) и плотина «Три ущелья» (слева) из космоса

ГЭС «Гэчжоуба» является первым крупным гидротехническим проектом КНР на реке Янцзы, обеспечив покрытие годового роста потребления электроэнергии в 80-х годах 20-го века.
После завершения ГЭС «Санься» («Три ущелья») выше по течению реки, ГЭС стала контррегулирующим гидроузлом для этой более мощной ГЭС, что позволяет снизить ограничения в работе ГЭС Три ущелья по регулированию электросети.
Таким образом, эти две электростанции являются одним из основных центров объединённой энергосистемы Китая.